# Chris Albert
Chris Albert es un trompetista, baterista e ingeniero de grabación estadounidense, que ha desarrollado su carrera a partir de mediados los años 1960.
Trabajó durante varios años con las big bands de Lionel Hampton y Count Basie (1970-1973), además de colaborar con músicos como Thad Jones o Billy Harper. En 1977 se incorporó a la banda de jazz rock Blood, Sweat & Tears, en sustitución de Michael Lawrence, quien había entrado poco antes por Forrest Buchtel, formando la sección de metales junto con Tony Klatka, Gregory Herbert y Dave Bargeron. En 1978, tras la muerte de Herbert durante una gira por Europa, la banda se deshizo y Albert retomó su relación con el jazz. Tocaría con la Duke Ellington Orchestra, y con diversos grupos como Jazzmobile o Cafe Soul All Stars, grabando con todos ellos. También ha grabado con Frank Foster; Charles Tolliver; o el cantante de r&b, Jabbo Ware. También grabó nuevamente con la Orquesta de Count Basie. Como batería, ha grabado con David Miller (2004).
Paralelamente, a partir de los años 1990, ha desarrollado una sólida carrera como técnico de sonido, en grabaciones y mezclas, participando en discos de Michel Petrucciani, Paul Motian, Anita Baker, Gary Burton, David Sanborn, Michael McDonald, Paul Shaffer, Tony Williams, Nathalie Cole, Booker T. & the M.G.'s, The Manhattan Transfer, John Scofield, Danilo Pérez, Liza Minnelli, Gloria Estefan..., además de bandas sonoras, como "Prelude to a kiss", de Howard Shore (1992).